# Acanthocinus princeps
Acanthocinus princeps es una especie de escarabajo longicornio del género Acanthocinus, subfamilia Lamiinae. Fue descrita científicamente por Walker en 1866.
Se distribuye por Canadá y los Estados Unidos. Mide 13-24 milímetros de longitud. El período de vuelo ocurre en los meses de abril, mayo, junio, julio, agosto, septiembre y octubre.